# Llac Schwan
El llac Schwan (en alemany Schwansee, és a dir, «llac del cigne») és un llac alpí a Baviera dins el Districte d'Algòvia Oriental, Schwangau, al sud-est de Füssen, prop dels castells de Hohenschwangau i Neuschwanstein, a 400 metres al nord del llac Alpsee i a 789,23 metres d'altitud. Al segle xix, els reis de la família Wittelsbach el van incloure en un parc dissenyat pel paisatgista Peter Joseph Lenné. Des de 1956 forma part d'una reserva natural.
El llac serveix de balneari durant l'estiu, mentre que a l'hivern s'utilitza com a pista de patinatge per a vilatans i turistes.